# Kleines Arschloch (Film)
Kleines Arschloch ist ein deutscher Zeichentrickfilm aus dem Jahr 1997, der auf der gleichnamigen Comicserie von Walter Moers basiert. Regie führten Michael Schaack und Veit Vollmer, Walter Moers schrieb das Drehbuch. Der Film nimmt mit derben Sprüchen und teilweise im landläufigen Sinne unanständigen Szenen den Alltag aufs Korn.

## Handlung
Ein Arzt entbindet erfolgreich einen Jungen. Als die Mutter fragt, was es ist, streckt das Neugeborene dem Arzt die Zunge heraus. Daraufhin antwortet der Arzt: „Es ist ein Arschloch“.
Zwölf Jahre später macht das Kleine Arschloch seinen Mitmenschen das Leben zur Hölle. Er stört seine Eltern beim Sex und erklärt ihnen zusätzlich den Vorgang, überrascht seine in dem Moment nackte Schwester und sagt ihr, dass er ihren neuen Slip an einen Klassenkameraden verkauft hat, quält den Hund seiner Nachbarin und setzt ihn unter Drogen, verliebt sich in die 76-jährige Inge Koschmidder und treibt sie durch seine ständigen Annäherungsversuche in den Herztod. In seinem Tagebuch schreibt er, dass er im Grunde nur die Welt verbessern möchte. Sein Großvater, den er nur als „Alten Sack“ bezeichnet, hält als einziger zum ihm.
Darüber hinaus tritt das Kleine Arschloch mehrmals mit seiner Band zu verschiedenen Anlässen auf. So wird am Weltkirchentag in der städtischen Kathedrale eine „moderne Faustinszenierung“ vorgetragen, in einer Truckerkneipe wird Countrymusik verhöhnt und auf einer Naziversammlung wird türkischklingende Musik (die keinen wirklichen Inhalt hat) zum Besten gegeben. Alle Auftritte enden damit, dass die anderen Bandmitglieder fürchterliche Dresche beziehen, während sich das Kleine Arschloch immer aus der Affäre ziehen kann.
Bei einer Schulveranstaltung mischt das Kleine Arschloch Drogen in die „Waldmeister-Bowle“ und löst somit eine Massenorgie unter den Lehrern und den Eltern aus und nutzt die Schule als Revolutionsausgangspunkt.
Am Ende sieht man das Kleine Arschloch wegen dieses Vergehens im Gefängnis sitzen und in sein Tagebuch schreiben.

## Synchronisation
| Rolle                                        | Sprecher          |
| -------------------------------------------- | ----------------- |
| Kleines Arschloch, Inge Koschmidder          | Ilona Schulz      |
| Alter Sack                                   | Helge Schneider   |
| Vater                                        | Arne Elsholtz     |
| Mutter, Aufnahmenschwester, Schwester Ursula | Kathrin Ackermann |
| Schwester, Schwester ‚Fettsuppe‘             | Claudia Lössl     |
| Heinz                                        | Erik Schäffler    |
| Erwin, Peppi                                 | Monty Arnold      |
| Kalle                                        | Reinhard Krökel   |
| Blinder, Arzt, Priester, Patient             | Karl-Heinz Grewe  |
| Frau Mövenpick                               | Ursula Vogel      |

## Rezeption
Der Film kam am 6. März 1997 in die deutschen Kinos und wurde dort von ungefähr 3,07 Millionen Kinobesuchern gesehen. Damit war Kleines Arschloch 1997 einer der erfolgreichsten Filme in Deutschland. In Österreich betrug die Besucheranzahl 244.959, in der Schweiz 76.123.
In Deutschland erschien der Film im Oktober 1997 auf Video und im September 1998 auf DVD.

## Kritiken
„Walter Moers’ Comicfigur hat in der Zeichentrick-Adaption von Michael Schaack nichts an rotzfrecher Anarchie verloren.“

„Abgeschwächter Zeichentrickspaß, dem die Boshaftigkeit der Originalbücher etwas fehlt.“

„Schwer zu glauben, aber wahr: In bewegten Bildern ist Moers’ Racker leider nicht halb so komisch wie auf dem Papier.“

„Bei Michael Schaack & Co. war das ‚Kleine Arschloch‘ in guten Händen, und so dürften Fans am Film Gefallen finden. Einziger Wermutstropfen: Die Sprüche des Bengels kennt man großenteils bereits aus den Büchern.“

„Der kecke Film nach Cartoons von Walter Moers ist nichts für Tugendbolde.“

„Die Episoden sind sorgfältig gezeichnet und sinnvoll zusammengesetzt. Durch musicalartige Einlagen und einige Passagen wird der satirische Ansatz abgeschwächt.“

„… die der Anarchie der Vorlage treu bleibt. Ein politisch inkorrektes Werk, dessen Herstellung den Zeichnern von Walt Disney die Schamesröte erst ins Gesicht und dann auf die Folien getrieben hätte.“

## Fortsetzung
Nach mehrmaliger Verschiebung kam am 12. Oktober 2006 die Fortsetzung des Films mit dem Titel Das kleine Arschloch und der alte Sack – Sterben ist Scheiße in die Kinos. Der Film wurde kommerziell ein Misserfolg und lief nur kurz in den Kinos.